# Bentley Mulsanne
Der Bentley Mulsanne ist eine von 1980 bis 1992 gebaute Luxuslimousine des britischen Herstellers Bentley, von der im Laufe der Jahre verschiedene Ableitungen angeboten wurden. Er war Nachfolger des Bentley T und Schwestermodell des Rolls-Royce Silver Spirit. Der Mulsanne wurde 1992 vom Brooklands abgelöst. Ab 1982 war der Mulsanne wahlweise in einer Turboversion erhältlich, die ab 1985 den Namen Bentley Turbo R und später die Bezeichnung Turbo RT trug. Zudem wurde von 1984 bis 1992 der etwas preiswertere Bentley Eight gebaut.
Der Name Mulsanne geht, wie beim Arnage, auf eine nach einer benachbarten Ortschaft benannte Kurve der Rennstrecke von Le Mans zurück, wo Bentley in den 1920er-Jahren fünf Mal das 24-Stunden-Rennen von Le Mans gewann. Seit 2009 bietet Bentley wieder eine neue Limousine mit der Bezeichnung Mulsanne an. Sie hat technisch nichts mit dem ab 1980 produzierten Modell zu tun.

## Modelle

### Mulsanne (1980–1987)

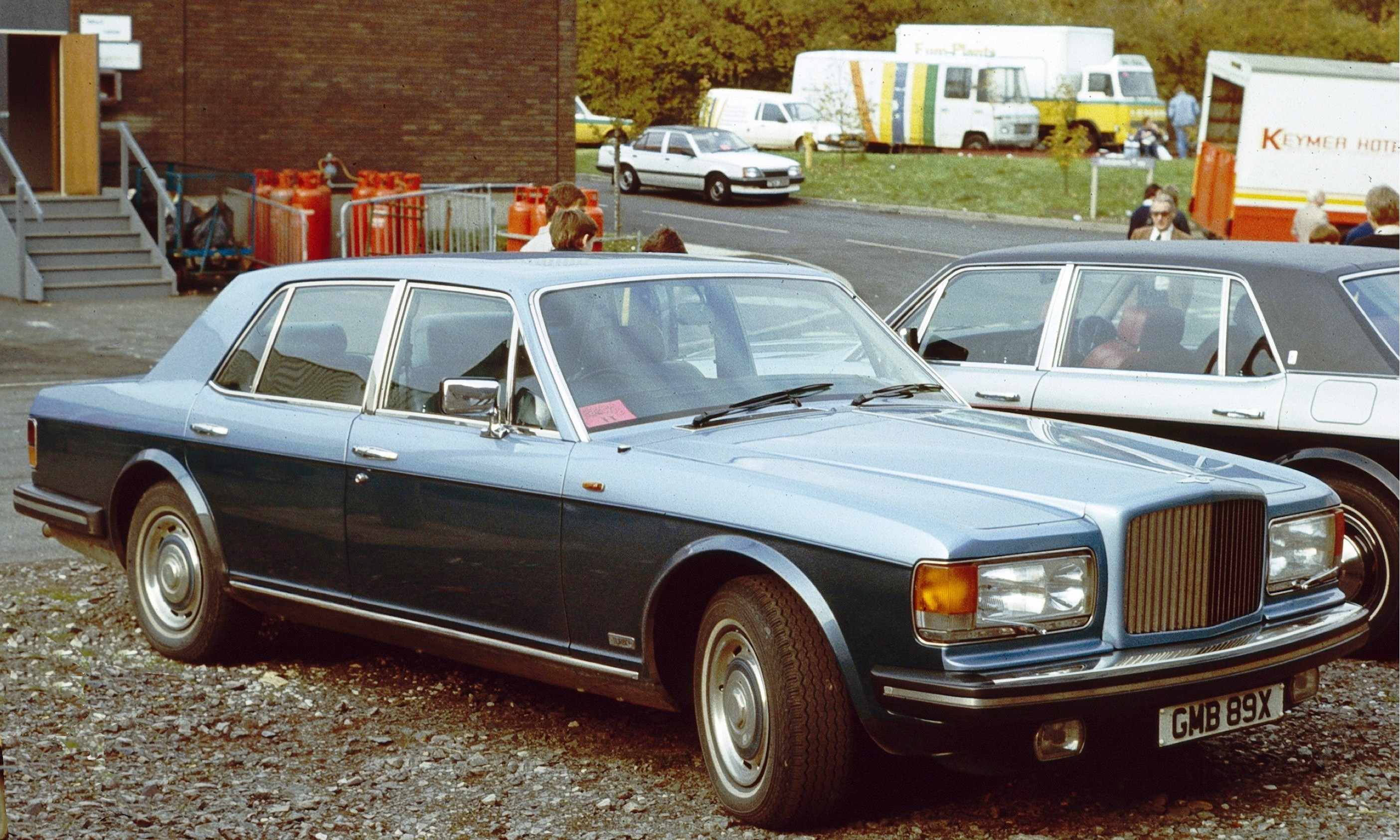
Bentley Mulsanne Turbo

Der auf dem Pariser Salon 1980 vorgestellte war der erste neue Bentley seit 1965. Zunächst war er bis auf den markentypischen Kühlergrill und die Embleme mit dem gleichzeitig vorgestellten Rolls-Royce Silver Spirit völlig gleich. Ab dem Modelljahr 1985 unterschieden sich der Mulsanne und der Silver Spirit zusätzlich durch die Gestaltung der Scheinwerfer: Während der Silver Spirit die Breitbandscheinwerfer beibehielt, bekam der Mulsanne vier Rundscheinwerfer.
Angetrieben wurde der Mulsanne von dem bereits aus dem Vorgänger bekannten 6,75 Liter großen Leichtmetall-V8, der anfangs mit zwei SU-Vergasern, ab 1986 dann mit einer Bosch-Einspritzung bestückt war. Das Werk nannte wie schon bei den Vorgängermodellen keine Leistungswerte. Die Kraftübertragung auf die Hinterräder besorgte eine von General Motors zugekaufte Dreigangautomatik. Außer der Normalversion mit einem Radstand von 3060 mm wurde eine Langversion auf einem Radstand von 3160 mm angeboten.

### Mulsanne S (1987–1992)
1987 wurde der Basis-Mulsanne durch den Mulsanne S ersetzt, der zwar den Saugmotor behielt, optisch aber sehr stark der Turbo-Ausführung ähnelte und beispielsweise deren Leichtmetallfelgen und Innenausstattung besaß. Auch den S gab es auf kurzem oder auf langem Radstand. Es entstand 909 Exemplare auf dem regulären und 61 auf längerem Radstand.

### Eight (1984–1992)

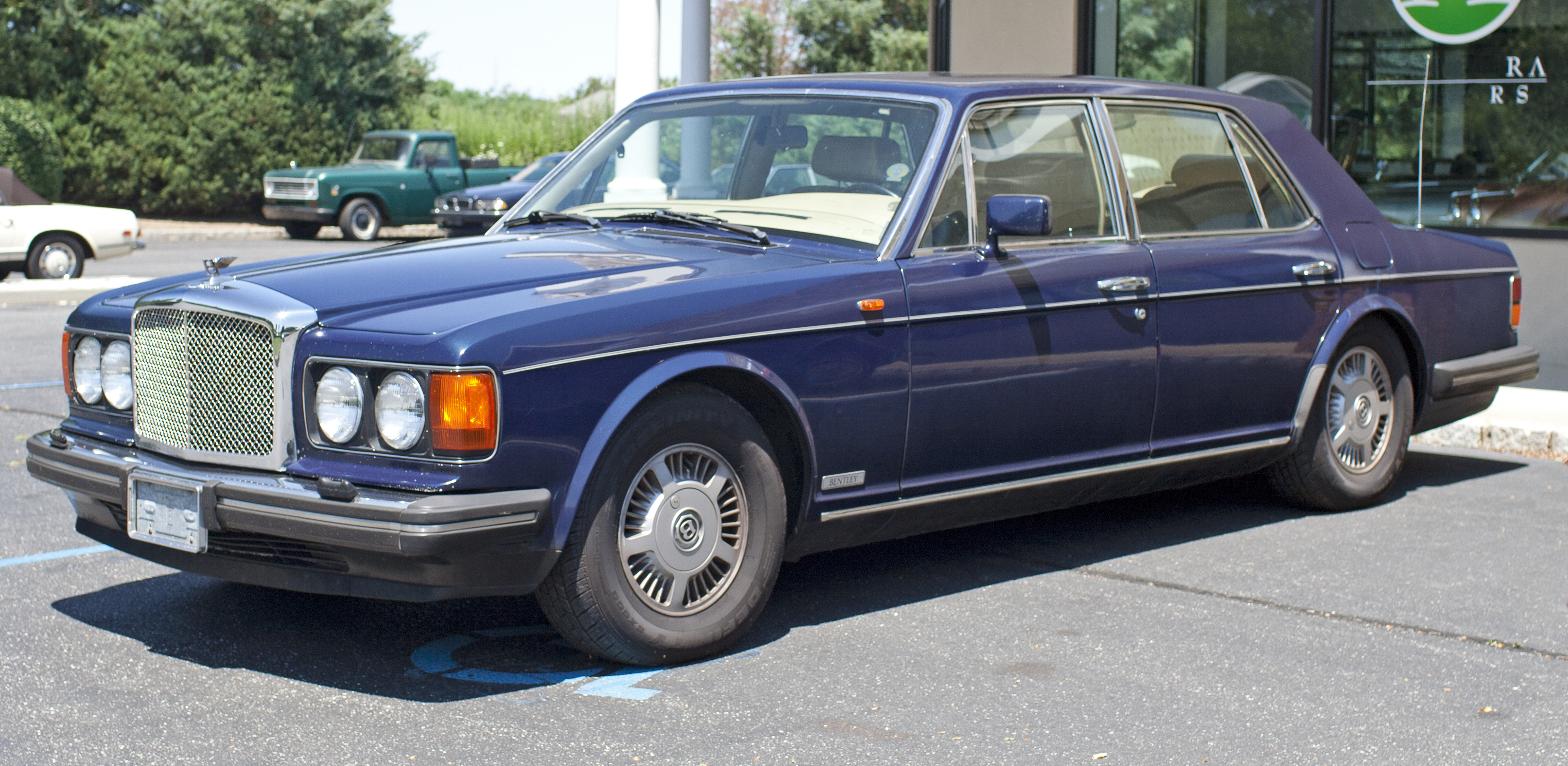
Bentley Eight

1984 wurde der Bentley Eight eingeführt, eine preiswertere und einfacher ausgestattete Version des Mulsanne, die der Marke neue Käuferschichten erschließen sollte. Ziel war es, Käufer anzusprechen, die bislang Fahrzeuge von Mercedes-Benz und Jaguar bevorzugt hatten. Im Hinblick darauf wurde der Eight deutlich günstiger angeboten als der reguläre Mulsanne. Bei seiner Vorstellung 1984 kostete der Eight mit 49.497 £ rund 5.000 £ weniger als das Ausgangsmodell, damit bewegte er sich in Preisregionen, die auch eine sehr gut ausgestattete Limousine der Mercedes-Benz S-Klasse erreichen konnte.
Der Eight war nur mit kurzem Radstand lieferbar. Äußerlich war er durch einen eigenständigen Kühlergrill erkennbar. Im Gegensatz zum Mulsanne, dessen Kühlergrill senkrechte Streben beinhaltete, trug der Eight einen Drahtgittergrill, der an die sportlichen Bentley-Modelle der Vorkriegszeit erinnern sollte und deutlich preiswerter herzustellen war. Der Preisvorteil des Eight war auf eine deutlich vereinfachte Innenausstattung zurückzuführen. So war das Armaturenbrett einfacher gestaltet. Auf spezielle Maserungen, auf die Rolls-Royce bei den Standardmodellen üblicherweise Wert legte, wurde hier ebenso verzichtet wie auf einen inwändig mit Leder verkleideten Dachhimmel. Ebenso war die Anzahl der serienmäßig möglichen Lackierungen reduziert worden.
Der Eight wurde anfänglich nur in Großbritannien verkauft; ab 1985 stand er auch Kunden auf dem europäischen Kontinent und in den USA zur Verfügung. In Deutschland kostete er bei seiner Einführung 186.846 DM. Damit war er 66.000 DM günstiger als ein Rolls-Royce Silver Spirit. Das Automobil wurde ab 1986 für die Märkte Europa und Naher Osten mit einem Antiblockiersystem ausgestattet.
Bis 1992 wurde der Bentley Eight insgesamt 1736 Mal gebaut.

### Modelle mit Turbo-Triebwerken
Neben den mit Saugmotoren ausgestatteten Fahrzeugen bot Bentley ab 1982 eine Reihe sportlicher Ausführungen an, die mit einer aufgeladenen Version des 6,8 Liter großen Triebwerks ausgestattet waren. Diese Fahrzeuge waren konzeptionell eine Antwort auf den Bristol Beaufighter, der seit 1980 von Bristol Cars produziert wurde und mit seiner ungewöhnlichen Zagato-Karosserie als leistungsstarker Zweitürer für sportlich orientierte Selbstfahrer insbesondere auf dem heimischen Markt für einiges Aufsehen gesorgt hatte. Rolls-Royce hatte zunächst erwogen, das zweitürige, von Pininfarina entworfene Coupé Camargue mit einem Turbomotor auszustatten und unter Bentley in dieser Nische anzubieten. 1980 wurde ein entsprechend ausgerüsteter Prototyp hergestellt und getestet; das Konzept wurde aber, angeblich wegen thermischer Probleme, nicht weiter verfolgt. Stattdessen wurde das Turbotriebwerk im neuen Mulsanne angeboten, der von vornherein für höhere Leistungen konzipiert worden war. Im Einzelnen entstanden folgende Ausführungen:

#### Bentley Mulsanne Turbo (1982–1985)
Auf dem Genfer Salon im Februar 1982 stellte Bentley den bis 1985 produzierten Mulsanne Turbo mit wesentlich höherer Leistung („50 Prozent mehr als ausreichend“) vor. Hier wurde der Motor über einen Garrett-Turbolader zwangsbeatmet. Angesichts zahlreicher Modifikationen war der Mulsanne Turbo etwa 100 kg schwerer als die Basislimousine. Die Leistungssteigerung wirkte sich weniger im Bereich der Höchstgeschwindigkeit als vielmehr bei der Beschleunigung aus: Den Sprint von 0 auf 60 Meilen pro Stunde (96 km/h) absolvierte der Mulsanne Turbo in 7,0 Sekunden, während der nicht aufgeladene Rolls-Royce Silver Spirit dafür 10,0 Sekunden benötigte.
Vom Mulsanne Turbo entstanden 498 Exemplare auf dem regulären und 18 auf längerem Radstand.

#### Bentley Turbo R (1985–1998)
Der Turbo R war der Nachfolger des Mulsanne Turbo. Er wies ein verändertes Fahrwerk und erhöhte Leistungen auf.

#### Bentley Turbo RT (1997/98)
Der Turbo RT war ein Sondermodell mit nochmals stärkerem Motor.

## Sonderaufbauten
Der Londoner Karosseriehersteller Hooper Coachbuilders produzierte in den 1980er-Jahren einige Sonderversionen auf der Basis des Mulsanne. Dazu gehörte der Empress II, ein zweitüriges Fahrzeug mit geneigter Frontpartie und einem Semi-Fließheck, das zum Vierfachen des Preises eines werksmäßigen Mulsanne angeboten wurde und in etwa sechs Exemplaren realisiert wurde. Später wurden auch zweitürige Versionen des Bentley Mulsanne angeboten, bei denen die werksmäßige Karosseriestruktur – abgesehen von den Türen – unverändert war.
Von Mulliner Park Ward wurde 1999 ein Exemplar des Bentley Mulliner Park Ward gebaut. Dabei handelt es sich um das Gegenstück der Rolls-Royce Touring Limousine.

## Stückzahlen
| Modell         | Bauzeit   | Gesamtstückzahl | Kurzer Radstand | Langer Radstand | Langlimousine |
| -------------- | --------- | --------------- | --------------- | --------------- | ------------- |
| Mulsanne       | 1980–1987 | 533             | 482             | 49              | 2             |
| Mulsanne Turbo | 1982–1985 | 516             | 498             | 18              |               |
| Mulsanne S     | 1987–1992 | 970             | 909             | 61              |               |
| Eight          | 1984–1992 | 1736            | 1736            |                 |               |
| Brooklands     | 1992–1998 | n. b.           | n. b.           | n. b.           |               |
| Turbo R        | 1985–1995 | 5864            | 4653            | 1211            |               |
| New Turbo R    | 1995–1998 | 1366            | 543             | 823             |               |
| Turbo RT       | 1997–1998 | 50              |                 | 50              |               |

| Technische Daten Bentley Mulsanne/Brooklands | Technische Daten Bentley Mulsanne/Brooklands                                          | Technische Daten Bentley Mulsanne/Brooklands           | Technische Daten Bentley Mulsanne/Brooklands |
| Bentley                                      | Eight/Mulsanne 1987                                                                   | Brooklands 1995                                        |                                              |
| -------------------------------------------- | ------------------------------------------------------------------------------------- | ------------------------------------------------------ | -------------------------------------------- |
| Motor:                                       | 8-Zylinder-V-Motor (Viertakt), Gabelwinkel 90°                                        | 8-Zylinder-V-Motor (Viertakt), Gabelwinkel 90°         |                                              |
| Hubraum:                                     | 6750 cm³                                                                              | 6750 cm³                                               |                                              |
| Bohrung × Hub:                               | 104,1 × 99,1 mm                                                                       | 104,1 × 99,1 mm                                        |                                              |
| Leistung bei 1/min:                          | Keine offizielle Angabe ca. 147 kW (200 PS)                                           | Keine offizielle Angabe ca. 180 kW (245 PS)            |                                              |
| Max. Drehmoment bei 1/min:                   | Keine Angaben                                                                         | Keine Angaben                                          |                                              |
| Verdichtung:                                 | 9:1                                                                                   | 8:1                                                    |                                              |
| Gemischaufbereitung:                         | Bosch K-Jetronic                                                                      | Bosch Motronic                                         |                                              |
| Ventilsteuerung:                             | OHV, Antrieb über Zahnräder                                                           | OHV, Antrieb über Zahnräder                            |                                              |
| Kühlung:                                     | Wasserkühlung                                                                         | Wasserkühlung                                          |                                              |
| Getriebe:                                    | GM-Dreigang-Automatik Hinterradantrieb                                                | GM-Viergang-Automatik Hinterradantrieb                 |                                              |
| Radaufhängung vorn:                          | Doppel-Dreiecklenker, Schraubenfedern                                                 | Doppel-Dreiecklenker, Schraubenfedern                  |                                              |
| Radaufhängung hinten:                        | Längslenker, Schraubenfedern, autom. Niveauregulierung                                | Längslenker, Schraubenfedern, autom. Niveauregulierung |                                              |
| Bremsen:                                     | Innenbelüftete Scheibenbremsen rundum (Durchmesser v/h 28,1/27,7 cm), Servo, 1986 ABS | dito (Durchmesser v/h 28/28 cm), Servo, ABS            |                                              |
| Lenkung:                                     | Zahnstangenlenkung, servounterstützt                                                  | Zahnstangenlenkung, servounterstützt                   |                                              |
| Karosserie:                                  | Stahlblech, selbsttragend                                                             | Stahlblech, selbsttragend                              |                                              |
| Spurweite vorn/hinten:                       | 1535/1535 mm                                                                          | 1535/1535 mm                                           |                                              |
| Radstand:                                    | 3060 mm, LWB 3160 mm                                                                  | 3060 mm, LWB 3160 mm                                   |                                              |
| Abmessungen:                                 | 5270 × 1885 × 1485 mm, LWB 5370 × 1885 × 1485 mm                                      | 5270 × 1885 × 1485 mm, LWB 5370 × 1885 × 1485 mm       |                                              |
| Leergewicht:                                 | 2245–2385 kg                                                                          | 2360–2470 kg                                           |                                              |
| Höchstgeschwindigkeit:                       | 193 km/h                                                                              | 215 km/h                                               |                                              |
| 0–100 km/h:                                  | ca. 10,5 s                                                                            | 9,8                                                    |                                              |
| Verbrauch (Liter/100 Kilometer):             | 23,6 S                                                                                | 25,0 S                                                 |                                              |
| Preis (SFr):                                 | 155.500–222.500 (1987)                                                                | 223.330–260.499 (1995)                                 |                                              |